# Rot Weiss Ahlen
Rot Weiss Ahlen és un club de futbol alemany de la ciutat d'Ahlen, a Rin del Nord-Westfàlia.

## Palmarès
- Sense títols destacats